# Communauté d’agglomération d’Annecy
Die Communauté d’agglomération d’Annecy ist ein ehemaliger französischer Gemeindeverband mit Rechtsform einer Communauté d’agglomération, deren Verwaltungssitz sich in dem Ort Annecy befand, der Präfektur des Départements Haute-Savoie. Der Ende 2000 gegründete Gemeindeverband bestand aus 12 Gemeinden, von denen einige mit Annecy zusammen ein zusammenhängendes Siedlungsgebiet bilden. 

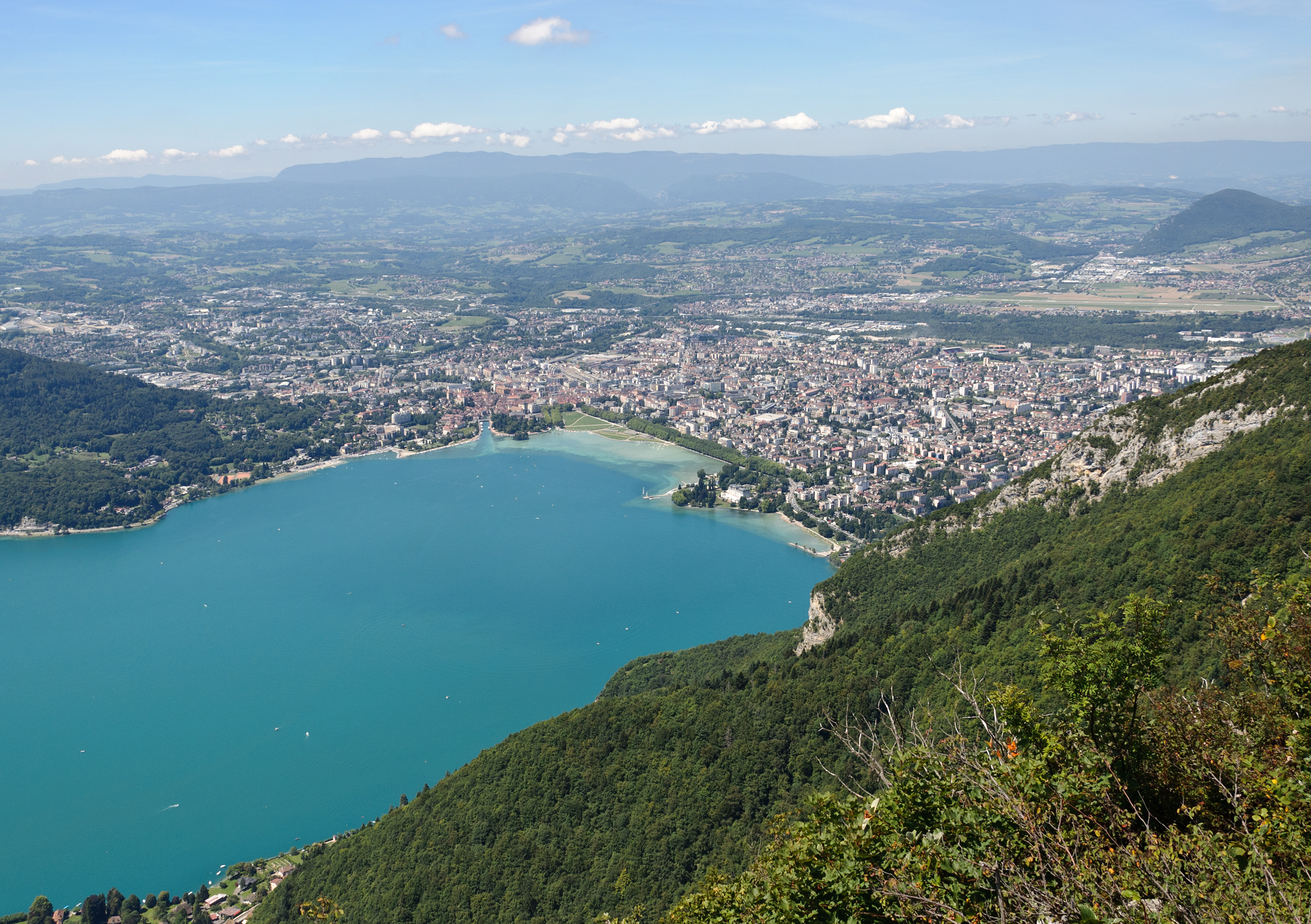
Blick vom Mont Veyrier auf den Großraum Annecy

## Aufgaben
Zu den vorgeschriebenen Kompetenzen gehörten die Entwicklung und Förderung wirtschaftlicher Aktivitäten und des Tourismus sowie die Raumplanung auf Basis eines Schéma de Cohérence Territoriale. Der Gemeindeverband bestimmte die Wohnungsbaupolitik. In Umweltbelangen betrieb er die Wasserversorgung, die Abwasserentsorgung (teilweise), die Müllabfuhr und ‑entsorgung und war für den Immissionsschutz zuständig. Er betrieb außerdem die Straßenmeisterei und den öffentlichen Nahverkehr. Zusätzlich förderte der Verband Kultur- und Sportveranstaltungen.

## Historische Entwicklung
Der Gemeindeverband fusionierte mit Wirkung vom 1. Januar 2017 mit
- Communauté de communes du Pays d’Alby,
- Communauté de communes du Pays de Fillière
- Communauté de communes de la Rive Gauche du Lac d’Annecy und
- Communauté de communes de la Tournette

und bildete so die Nachfolgeorganisation Communauté d’agglomération du Grand Annecy.

## Ehemalige Mitgliedsgemeinden
Folgende 12 Gemeinden gehörten der Communauté d’agglomération d’Annecy an:
1. Annecy
2. Annecy-le-Vieux
3. Argonay
4. Chavanod
5. Cran-Gevrier
6. Epagny Metz-Tessy
7. Meythet
8. Montagny-les-Lanches
9. Poisy
10. Pringy
11. Quintal
12. Seynod